# 黄白单趾鼬鳚
黄白单趾鼬鳚（学名：Monomitopus pallidus），又名重齒單趾鼬魚，为蛇鳚科单趾鼬鳚属的鱼类。分布于菲律宾民都洛岛东南水深570.6米的灰泥质及软泥质海底海区及日本琉球群岛以西海区以及东中国海琉球海沟水深220-640米海区等，属于西北太平洋热带及亚热带水深220-640米海区底层鱼类。该物种的模式产地在Mindoro东南。